# Samantha Ferris
Samantha Ferris (Columbia Britannica, 2 novembre 1968) è un'attrice canadese.

## Biografia
Samantha Ferris è nata il 2 novembre 1968 nel North Vancouver, nella Columbia Britannica, in Canada. Negli anni novanta ha lavorato come reporter televisiva per la stazione locale KVOS-TV di Bellingham, nello Stato di Washington, e per la stazione CHAN-TV di Vancouver. Era nota col nome di Janie Ferris. Nel 2006 ha avuto il ruolo ricorrente di Alexa Brenner nella serie televisiva The Evidence, apparendo in 7 episodi. Tra il 2005 e il 2006 è apparsa in 4400 nel ruolo di Nina Jarvis. Dal 2006 interpreta Ellen Harvelle in Supernatural. È inoltre apparsa in ruoli minori in Battlestar Galactica, Smallville, Stargate SG-1, The L Word e V. Ha dato voce al personaggio di Sally Po nell'anime Gundam Wing.

## Filmografia parziale

### Cinema
- Grace, regia di Paul Solet (2009)
- Icarus, regia di Dolph Lundgren (2010)
- I bambini di Cold Rock (The Tall Man), regia di Pascal Laugier (2012)

### Televisione
- Smallville - serie TV, episodio 4x10 (2004)
- 4400 (The 4400) – serie TV, 23 episodi (2005-2006)
- The Evidence – serie TV, 7 episodi (2006)
- Impatto dal cielo (Impact) - miniserie TV (2008)
- Massima allerta: Tornado a New York (NYC: Tornado Terror), regia di Tibor Takács - film TV (2008)
- V – serie TV, episodi 1x06-1x11-2x07 (2010-2011)
- Supernatural – serie TV, 9 episodi (2006-2011)
- Il diavolo in Ohio (Devil in Ohio) – miniserie TV, 4 episodi (2022)

## Doppiatrici italiane
Nelle versioni in italiano delle opere in cui ha recitato, Samantha Ferris è stata doppiata da:
- Laura Boccanera in Supernatural, Il diavolo in Ohio
- Pinella Dragani in Stargate SG-1
- Cristina Poccardi in The L Word